# Alessandro Guidiccioni
Alessandro Guidiccioni (1557–1637) foi um prelado católico romano que serviu como bispo de Lucca (1600–1637).

## Biografia
Alessandro Guidiccioni nasceu em 1557. A 27 de novembro de 1600, foi nomeado bispo de Lucca durante o papado de Clemente VIII. No dia 8 de dezembro de 1600, foi consagrado bispo por Federico Borromeo, arcebispo de Milão, com Mario Bolognini, arcebispo de Salerno, e Lorenzo Celsi, bispo de Castro del Lazio, servindo como co-consagradores. Serviu como bispo de Lucca até à sua morte a 16 de março de 1637.

## Sucessão episcopal
Enquanto bispo, ele foi o principal co-consagrador de:
- Francesco Simonetta (1606);
- Berlinghiero Gessi (1606);
- Barzellino de' Barzellini (1607);
- Sebastiano Poggi (1607);
- Alessandro Rossi (1611);
- Giovanni Battista de Aquena (1613);
- Giovanni Antonio Galderisi (1616);
- Michelangelo Seghizzi (1616);
- Innico Siscara (1616);
- Lorenzo Castrucci (1617);
- Paolo Emilio Santori (1617);
- Rafael Ripoz (1618);
- Ascanio Castagna (1622);
- Giulio del Pozzo (1622); e
- Lazzaro Carafino (1622).